# SN 2002kd
SN 2002kd – supernowa odkryta 21 grudnia 2002 roku w galaktyce A033222-2744. W momencie odkrycia miała maksymalną jasność 23,80m.